# Coin-sur-Seille
Coin-sur-Seille település Franciaországban, Moselle megyében. Lakosainak száma 334 fő (2022. január 1.). Coin-sur-Seille Sillegny, Cuvry, Marieulles, Pommérieux, Pournoy-la-Chétive, Pournoy-la-Grasse és Verny községekkel határos.

## Népesség
A település népességének változása:
| Lakosok száma | 133  | 297  | 301  | 304  | 313  | 322  | 338  | 338  | 337  | 334  |
|               | 1968 | 1982 | 1990 | 2006 | 2013 | 2015 | 2017 | 2019 | 2020 | 2022 |